# Devaprayag

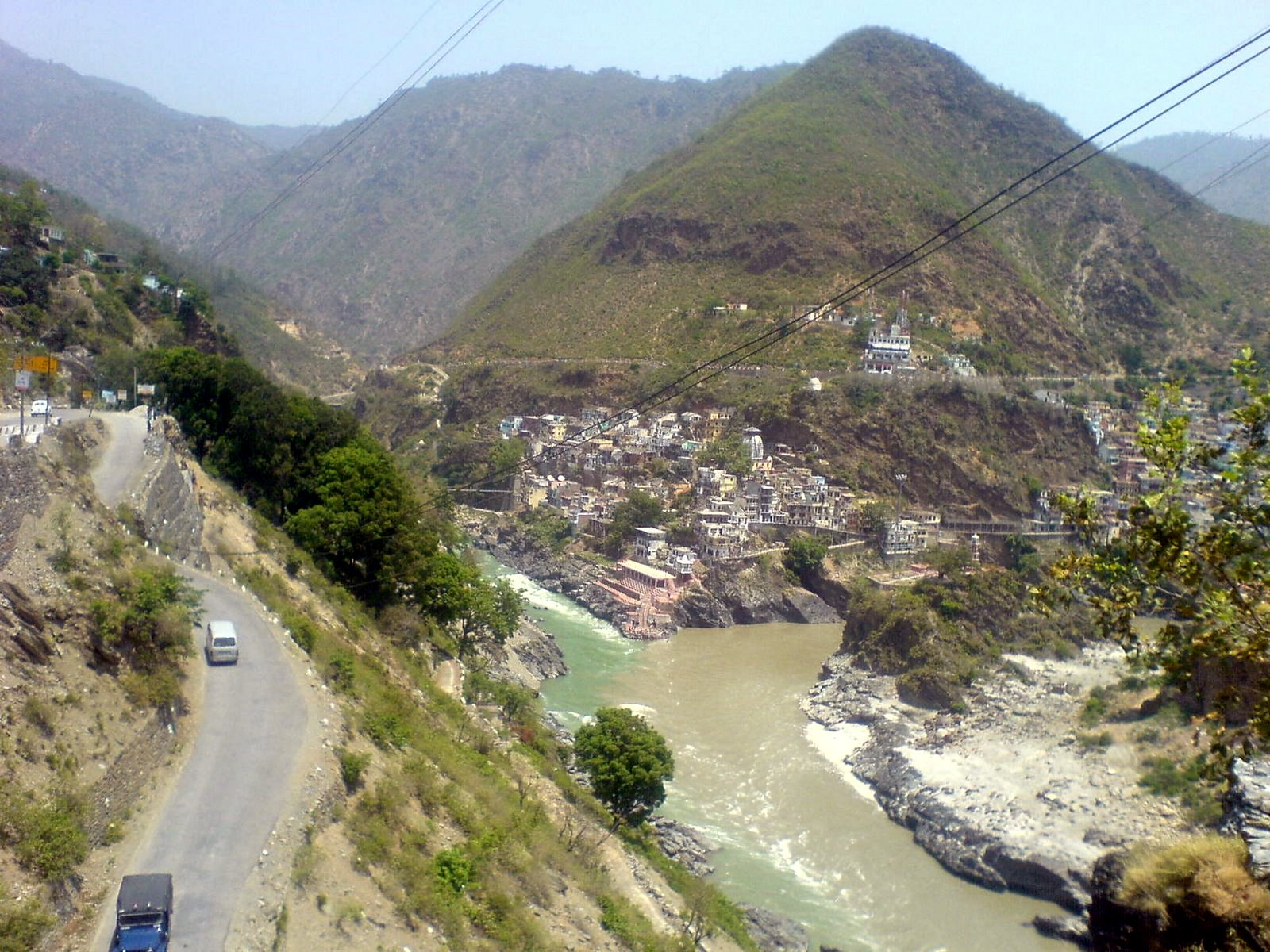
Vy över Devaprayag.

Devaprayag är en stad i delstaten Uttarakhand i norra Indien, och tillhör distriktet Tehri Garhwal. Folkmängden uppgick till 2 868 invånare vid folkräkningen 2011. Staden är belägen på den plats där floderna Alaknanda och Bhagirathi sammanstrålar för att forma Ganges. Devaprayag är sanskrit för "gudomlig sammanstrålning" och staden är föremål för pilgrimsfärder från fromma hinduer.